# Nagavakulam
Nagavakulam là một thị xã panchayat của quận Madurai thuộc bang Tamil Nadu, Ấn Độ.

## Nhân khẩu
Theo điều tra dân số năm 2001 của Ấn Độ, Nagavakulam có dân số 17.579 người. Phái nam chiếm 51% tổng số dân và phái nữ chiếm 49%. Nagavakulam có tỷ lệ 80% biết đọc biết viết, cao hơn tỷ lệ trung bình toàn quốc là 59,5%: tỷ lệ cho phái nam là 83%, và tỷ lệ cho phái nữ là 77%. Tại Nagavakulam, 7% dân số nhỏ hơn 6 tuổi.